# Миллер, Дженис
Дже́нис Ми́ллер (англ. Janice Miller, в замужестве Дже́нис Ше́перд, англ. Janice Shepherd) — шотландская кёрлингистка.
В составе женской команды Шотландии участница чемпионата мира 1987 (заняли десятое место) и чемпионата Европы (заняли восьмое место). Чемпионка Шотландии среди женщин.
Играла на позиции третьего.

## Достижения
- Чемпионат Шотландии по кёрлингу среди женщин: золото (1987).

## Команды
| Сезон   | Четвёртый     | Третий        | Второй           | Первый           | Турниры                       |
| ------- | ------------- | ------------- | ---------------- | ---------------- | ----------------------------- |
| 1986—87 | Марион Миллер | Дженис Миллер | Джейн Макконнелл | Мойра Макконнелл | ЧШЖ 1987 · ЧМ 1987 (10 место) |
| 1987—88 | Марион Миллер | Дженис Миллер | Джейн Макконнелл | Мойра Макконнелл | ЧЕ 1987 (8 место)             |

(скипы выделены полужирным шрифтом)

## Частная жизнь
Её сестра Марион Миллер (в замужестве Марион Макдональд) — тоже кёрлингистка, они в одной команде в 1987 выиграли чемпионат Шотландии и выступали на чемпионате мира.